# Onepu

Onepu est une petite localité de la région de la Baie de l’Abondance située dans l'Île du Nord de la Nouvelle-Zélande.

## Situation
Onepu est située entre la ville de Kawerau et de Te Teko le long de la route State Highway 34/S H 34 (en), et siège immédiatement au nord-est de la papeterie de Norske Skog Tasman pulp and paper mill (en). 
La localité est aussi liée à la branche du chemin de fer de la branche de Murupara (en). 
Onepu est située dans le district de Whakatane et sert de point d‘arrêt pour la route « Rural Delivery route 2». 
Un petit terrain d’aviation est localisé dans Onepu, mais, il n’est plus opérationnel du fait des projets géothermiques en cours d’installation à proximité.

## Toponymie
Le nom d’"Onepu" vient d’une tradition orale locale des Māoris. 
Historiquement, "Onepu" était aussi le nom du district environnant, comprenant le site actuel de la ville de Kawerau .
La maison commune du Marae nommée: Hahuru ,est située dans la localité de Onepu et fut nommée d’après le nom de la mère de « Tūwharetoa», l’ancêtre éponyme de l’iwi des Ngāti Tūwharetoa (en).